# Palmejar
En náutica, el palmejar (ant. vagra) es el madero más grueso que el forro interior de ligazones, el cual con otros iguales o semejantes se coloca y afirma de popa a proa en la bodega sobre la unión de las varengas y genoles con sus respectivas ligazones superiores formando la continuación de ellos dos filas o hiladas por cada banda. También se establecen otras filas semejantes debajo de los durmientes y cerca de la sobrequilla con el único intermedio a esta del ancho que tiene el canal del agua. (fr. vaigre de fleur; ing. stringer; it. serreta della fiore).

## Etimología
En los barcos de la costa de Galicia le llamaban antiguamente vagra.